# America-klassen
America-klassen er den planlagte afløser for Tarawa-klassen og bliver betegnet LHA. Klassen er baseret på den sidste enhed af Wasp-klassen, USS Makin Island (LHD-8) og vil ligeledes benytte gasturbiner som fremdrivning. Skibene vil være i stand til at medbringe en Marine Expeditionary Brigade. Brigaden kan landsættes via V-22 Osprey samt helikoptere. Der kan desuden medbringes F-35 Lightning II STOL/VTOL jagerfly til egenbeskyttelse samt offensive operationer.
For at forøge antallet af helikoptere samt fly, vil der, i forhold til Wasp-klassen, være en større hangar, men ikke dokken til landgangsfartøjer. Tidligere benævnt som LHA(R), forventes dette skib at indgå i 2012. Det kan ligeledes anvendes som et mindre hangarskib, som Wasp og Tarawa-klassen demonstrerede under Operation Iraqi Freedom

## Skibe i klassen
| Pnt.  | Navn    | Kølen lagt    | Søsat        | Indgået          | Navngivet af | Skæbne             | Kaldesignal |
| ----- | ------- | ------------- | ------------ | ---------------- | ------------ | ------------------ | ----------- |
| LHA-6 | America | 17. juli 2009 | 4. juni 2012 | 11. oktober 2014 | Lynne Pace   | I tjeneste         | -           |
| LHA-7 | Tripoli | 22. juni 2014 |              |                  |              | Under konstruktion | -           |

## Eksterne links
1. ↑  Landing Helicopter Assault (Skib med evnen til at landsætte større troppemængder ved hjælp af helikoptere)

- Globalsecurity.org: America-klassen (engelsk)
- US Navy News Service: LHA (engelsk, med billede) (Webside ikke længere tilgængelig)